# Lesquerde
Lesquerde (okzitanisch L'Esquèrda) ist eine französische Gemeinde mit 142 Einwohnern (Stand 1. Januar 2022) im Département Pyrénées-Orientales in der Region Okzitanien. Sie gehört zum Arrondissement Prades und zum Kanton La Vallée de l’Agly.

## Lage
Das Gemeindegebiet ist Teil des Regionalen Naturparks Corbières-Fenouillèdes.
Nachbargemeinden von Lesquerde sind Saint-Paul-de-Fenouillet im Norden, Maury im Nordosten, Rasiguères im Osten, Lansac im Südosten, Saint-Arnac im Süden und Saint-Martin-de-Fenouillet im Westen.

## Bevölkerungsentwicklung
| Jahr      | 1962 | 1968 | 1975 | 1982 | 1990 | 1999 | 2013 |
| Einwohner | 202  | 211  | 172  | 149  | 124  | 133  | 152  |